# Eleições presidenciais no Afeganistão em 2014
As eleições presidenciais afegãs de 2014 ocorreram em dois turnos, o primeiro em 5 de abril e o segundo em 14 de junho de 2014 para escolher um sucessor para o presidente, Hamid Karzai, que não era elegível devido à limitação a dois mandatos. Estas foram as terceiras eleições democráticas após a queda do regime talibã.
No primeiro turno, Abdullah Abdullah venceu com 45% dos 
votos. Por não conseguir a maioria absoluta, foi para o segundo turno com Ashraf Ghani Ahmadzai, que conseguiu 31% dos votos. O segundo turno deu a vitória a Ashraf Ghani Ahmadzai com 56,44% dos votos, com 43,56% de Abdullah Abdullah.

## Eleições
As eleições presidenciais foram realizadas no Afeganistão em 5 de abril de 2014 com um segundo turno realizado em 14 de junho. O presidente incumbente, Hamid Karzai, não era elegível para concorrer devido a limites de mandato, pois a Constituição afegã não permite um terceiro mandato. O período de inscrição para as nomeações presidenciais foi aberto a partir de 16 de setembro de 2013 até 6 de outubro de 2013. Um total de 27 candidatos foram confirmados para concorrerem ao cargo. No entanto, em 22 de outubro, a Comissão Eleitoral Independente do Afeganistão desqualificou 16 dos candidatos, restando apenas 11 na corrida presidencial. Por abril de 2014, três candidatos desistiram de concorrer e decidiram apoiar alguns dos oito candidatos restantes, incluindo Quayum Karzai, irmão mais velho do presidente cessante.
A campanha eleitoral começou oficialmente no dia 2 de fevereiro. Os principais temas da campanha foram as relações militares com os Estados Unidos, a pacificação do país, a aplicação estrita ou não da lei islâmica, o papel das mulheres e a corrupção.
Pesquisas de opinião mostraram Abdullah Abdullah e Ashraf Ghani como os principais candidatos e de fato os resultados do primeiro turno das eleições tinham Abdullah na liderança e Ghani atrás dele. Os resultados do segundo turno das eleições determinariam o novo líder do Afeganistão e o segundo conjunto de resultados viriam após o segundo turno em 14 de junho, dois meses após o primeiro turno. Os resultados preliminares eram esperados em 2 de julho e o resultado final no dia 22 de julho. No entanto, as acusações generalizadas de fraude retardaram estes resultados.
A eleição será a primeira na história do Afeganistão, que o poder será transferido democraticamente. Em setembro de 2014, a Comissão Eleitoral Independente denominou que Ashraf Ghani Ahmadzai foi o vencedor.

## Candidatos
Para os analistas há seis candidatos principais: Asharf Ghani Ahmadzai, Abdullah Abdullah, Zalmai Rassoul, Abdul Rassoul Sayyaf, Gul Agha Sherzai e Abdul Rahim Wardak; todos, têm ocupado cargos nos governos de Karzai. Segundo pesquisas com estes cinco, os dois mais bem colocados são Abdullah Abdullah e Asharf Gani.

## Resultados
| Candidato | Candidato               | Partido político        | Primeiro turno | Primeiro turno | Segundo turno | Segundo turno |
| Candidato | Candidato               | Partido político        | Votos          | %              | Votos         | %             |
| --- | ----------------------- | ----------------------- | -------------- | -------------- | ------------- | ------------- |
| | Ashraf Ghani Ahmadzai   | Independente            | 2 084 547      | 31,56          | 4 485 888     | 56,44         |
| | Abdullah Abdullah       | Coalizão Nacional       | 2 972 141      | 45,00          | 3 461 639     | 43,56         |
| | Zalmai Rassoul          | Independente            | 750 997        | 11,37          |               |               |
| | Abdul Rasul Sayyaf      | Dawah Islâmica          | 465 207        | 7,04           |               |               |
| | Qutbuddin Hilal         | Independente            | 181 827        | 2,75           |               |               |
| | Gul Agha Sherzai        | Independente            | 103 636        | 1,57           |               |               |
| | Mohammad Daud Sultanzoy | Independente            | 30 685         | 0,46           |               |               |
| | Hedayat Amin Arsala     | Independente            | 15 506         | 0,23           |               |               |
| votos inválidos/brancos | votos inválidos/brancos | votos inválidos/brancos |                | –              |               | –             |
| Total | Total                   | Total                   | 6 604 546      | 100            | 7 947 527     | 100           |
| Votantes |                         |                         |                |                |               |               |
| Fonte: «IEC». results.iec.org.af. Consultado em 27 de setembro de 2014. Arquivado do original em 7 de outubro de 2010 «IEC». results.iec.org.af. Consultado em 27 de setembro de 2014. Arquivado do original em 11 de julho de 2014 |                         |                         |                |                |               |               |

## Alegações de fraude
Em julho, determinadas alegações sobre práticas fraudulentas no processo de votação emergiram. A União Europeia enviou seis observadores  em Cabul e nas províncias de Herat e de Balkh. Thijs Berman, chefe da equipe de avaliação eleitoral da UE, pediu uma revisão aprofundada das reivindicações de fraude eleitoral e afirmou que serão tomadas medidas necessárias para limpá-la. Abudullah acusou o presidente Hamid Karzai de conspirar no aparelhamento das eleições.

## Conclusão
Em 24 de agosto, o presidente Karzai se reuniu com os dois candidatos, e disse que eles deveriam concluir rapidamente o processo de auditoria. A cerimônia de posse foi definida para 2 de setembro de 2014, um mês depois da data prevista pela ONU. Também afirmou que a incapacidade dos candidatos para um compromisso sobre os resultados levariam o Afeganistão a deterioração. Embora o presidente Karzai insistisse que estaria deixando o cargo em 2 de setembro, ele não o fez por questões de segurança. Enquanto isso, os resultados da eleição permaneceram em disputa, apesar de uma proposta dos Estados Unidos, que os candidatos concordariam, de um acordo de partilha de poder. A auditoria liderada pela ONU não conseguiu convencer Abdullah, uma vez que este insistia que a equipe de auditoria não conseguiu explicar os um milhão de votos a mais contados no segundo turno. Os partidários Ghani insistiram que queriam fazer um acordo e estavam deixando as portas abertas para as negociações.
Em 19 de setembro, a Comissão Eleitoral Independente anunciou Ghani como o vencedor. Cinco horas depois, Abdullah e Ghani assinaram um acordo de partilha de poder, com Ghani sendo nomeado presidente e Abdullah assumindo um cargo importante no governo; o acordo foi assinado, em frente ao palácio presidencial, com o presidente Hamid Karzai presente. Parte do acordo estipulava que a Comissão Eleitoral Independente não iria liberar os totais de votos exatos do segundo turno.